# 清华大学学生求是学会
清华大学学生求是学会是清华大学学生社团，简称清华求是、求是学会。成立于1992年4月28日，以“读书、实践、争鸣、战斗”为口号，通过《活页文选》、《求是通讯》、《求是园地》交流。2000年时约有会员100人。2005年超过200人。
2012年4月28日下午，清华大学学生求是学会成立20周年纪念大会在清华大学法学院明理楼模拟法庭举行。清华大学党委副书记史宗恺，原党委书记方惠坚，校务委员会副主任张再兴，中国社科院原副院长、国家教委原副主任滕藤，吉林省政协原副主席、清华校友林炎志以及有关部处负责人出席大会。大会由校团委书记赵博主持。
2017年4月29日下午，清华大学学生求是学会成立25周年纪念大会在清华大学逸夫馆报告厅举行。

## 评论
- 清华大学关心下一代工作委员会：“求是学会在学校党团组织和许多老同志的关怀和指导下，经过十多年的风风雨雨，已经成为清华大学学生中一个重要的理论社团，对青年学生确立马克思主义的世界观和方法论，树立为人民服务的人生观和价值观，发挥着积极的重要的作用。”[2]